# SK Fyrishof
SK Fyrishof var en svensk sportklubb, främst för cykelsport, i Uppsala.
SK Fyrishof bildades hösten 1927 som en utbrytning ur IF Thor. Under ledning av stiftaren, Arthur Gozzi, hade klubben under åren 1928–1932 en fullkomligt dominerande ställning inom svensk cykelsport. Av de 11 SM-loppen 1928–1932 vann SK Fyrishof sålunda inte mindre än 10 genom Sven Thor (4), Folke Nilsson (2), Gösta Carlsson, Nils Velin, Bernhard Britz och Gösta Björklund. Klubbens representanter hemförde dessutom under denna period segrar i nordiska mästerskapet, Oslo- och Sexdagarsloppen samt en olympisk bronsmedalj. Senare under 1930-talet kunde dock inte klubben hålla sin ställning; den ende svenske mästaren var Rudolf Gustafsson, som 1935 vann SM på 15 mil. Efter 1940 vann klubben SM på cykel individuellt, genom Harry Jansson, och i lag på 150 km 1945 samt JSM på 50 km samma år. Säsongen 1945 var för övrigt rekordartat framgångsrik med 51 individuella segrar. År 1947 vanns SM i lag på 50 och 250 km.
Klubben arrangerade flera av Sveriges största cykeltävlingar. De främsta var Fyradagarsloppet och Oslo–Stockholm 1927–1931, Uppland runt (1932) samt Fyrishofs Grand Prix och Fyrishofsloppet. Fyrishof hade omkring 1930 en för mellansvenska förhållanden god skidavdelning och blev ovannämnda år tvåa i svenska mästerskapet i budkavle.

## Ordförande
- 1927–1931 Arthur Gozzi
- 1931–1937 Holmfrid Eriksson-Storvik
- 1937–1938 Folke Nilsson
- 1938– Bertil Carlberg